# Germi (Stadt)
Germi  (persisch گرمی) ist eine Stadt im Verwaltungsbezirk Germi in der Provinz Ardabil im Iran. 2016 hatte die Stadt 28.967 Einwohner.

## Geografie
Die Stadt Germi ist das Zentrum des Landkreises Germi, der 110 km nordwestlich von Ardabil liegt. Außerdem liegt Germi etwa 50 km vom Kaspischen Meer entfernt und in der Nähe der Grenze zu Aserbaidschan. Der Ort liegt in der Mugansteppe südlich des Zusammenflusses der Flüsse Kura und Aras.

## Demografie
Bei der Volkszählung 2016 betrug die Einwohnerzahl der Stadt 28.967. Die meisten Einwohner gehören der Volksgruppe der Aserbaidschaner an und sind Schiitische Muslime.
| Zensusjahr | Einwohnerzahl |
| ---------- | ------------- |
| 1996       | 28.166        |
| 2006       | 28.932        |
| 2011       | 28.953        |
| 2016       | 28.967        |